# Ricky Norwood
Richard Colin "Ricky" Norwood es un actor británico, más conocido por interpretar a Fatboy Chubb en la serie EastEnders. 

## Biografía
Es hijo de Mandy Norwood y de Stephen Norwood, tiene una hermana menor y una hermana mayor llamada, Annalee Norwood.
En diciembre del 2009 comenzó a salir con la cantante y actriz Jade Ewen, sin embargo la relación terminó en septiembre del 2011.

## Carrera
Junto a unos amigos Ricky comenzó una compañía de producción, escritura, producción y crearon y participaron en cinco producciones originales en el teatro Royal Stratford East.
El 5 de enero de 2010 se unió al elenco principal de la exitosa serie británica EastEnders donde interpreta a Arthur "Fatboy" Chubb, hasta ahora. En abril del 2014 Ricky fue suspendido de la serie por dos meses luego de que un video donde él estaba fumando cannabis fuera difundido. En octubre del 2015 se anunció que Ricky dejaría la serie al terminar su contrato.
Poco después ese mismo año se unió al elenco de la primera temporada de EastEnders: E20 el spinoff de EastEnders y apareció como invitado durante la segunda y tercera temporada del programa.

## Filmografía

### Series de televisión
| Año             | Título          | Personaje             | Notas         |
| --------------- | --------------- | --------------------- | ------------- |
| 2010 - presente | EastEnders      | Arthur "Fatboy" Chubb | 419 episodios |
| 2010            | EastEnders: E20 | Arthur "Fatboy" Chubb | 15 episodios  |

### Teatro
| Año | Obra       | Teatro                 |
| --- | ---------- | ---------------------- |
| -   | Daddy Cool | Shaftesbury Theatre    |
| -   | Sick       | Almeida Theatre        |
| -   | The Stones | Royal National Theatre |

## Premios y nominaciones
| Año  | Categoría               | Premio                    | Serie      | Resultado |
| ---- | ----------------------- | ------------------------- | ---------- | --------- |
| 2013 | Funniest Male           | Inside Soap Award         | EastEnders | Nominado  |
| 2013 | Best Comedy Perfoamrnce | British Soap Award        | EastEnders | Nominado  |
| 2012 | Funniest Male           | Inside Soap Award         | EastEnders | Ganó      |
| 2011 | Best Newcomer           | National Television Award | EastEnders | Ganó      |
| 2011 | Best Newcomer           | British Soap Award        | EastEnders | Nominado  |
| 2010 | Best Newcomer           | Inside Soap Award         | EastEnders | Ganó      |